# Jan Gauze
Jan Gauze (ur. 8 lutego 1887 w Ostrowi Mazowieckiej, zm. 23 marca 1985 w Szczytnie) – lekarz polski, pionier powojennej polskiej służby zdrowia na Warmii i Mazurach.

## Życiorys
Był synem Władysława i Józefy z Rutkowskich. W 1905 r., za udział w strajku szkolnym, został usunięty z gimnazjum w Łomży i naukę kontynuował w Carskim Siole; tamtejsze gimnazjum ukończył w 1908 r. Studia medyczne odbył na uniwersytecie w Kijowie. Po uzyskaniu absolutorium (1914) wcielony został do armii rosyjskiej i odbywał kampanie I wojny światowej w szeregach 258 pułku piechoty (jako młodszy lekarz) oraz 65 Dywizji Piechoty (lekarz sztabu polowego). W 1918 r. uzyskał dyplom lekarza i pracował jako młodszy asystent Kliniki Chorób Wewnętrznych uczelni kijowskiej.
W 1919 r. powrócił do Polski i rychło powierzono mu obowiązki dyrektora Szpitala Epidemicznego w Zelwie. W 1924 r. na Uniwersytecie Warszawskim nostryfikował swój dyplom z Kijowa. W 1925 r. przeniósł się do Zaręb Kościelnych koło rodzinnej Ostrowi Mazowieckiej i do wybuchu II wojny światowej pracował jako internista w Kasie Chorych. Po wybuchu wojny zorganizował w Zarębach szpital i prowadził go także po wkroczeniu Armii Czerwonej; szpital zamknęli w 1941 Niemcy, a Gauze kontynuował pracę jako lekarz rejonowy. W sierpniu 1944 wcielony został do batalionu pracy przymusowej i pracował przy budowie umocnień obronnych.
Z miejsca pracy przymusowej udało mu się zbiec i 7 lutego 1945 zgłosił się do pracy w Szczytnie w dawnych Prusach Wschodnich. Z polecenia miejscowego komendanta wojennego przystąpił do organizacji szpitala w ocalałych barakach, pozostałych po szpitalu zakaźnym. Objął obowiązki dyrektora szpitala i lekarza powiatowego w Szczytnie, sprawując opiekę nad ludnością cywilną i żołnierzami. Sprawną i szybką organizację szpitala docenił pierwszy powojenny starosta szczycieński Walter Późny, który przybył do miasta 2 kwietnia 1945. 1 maja 1945 doktor Gauze doprowadził do otwarcia Przychodni Lekarskiej Polskich Kolei Państwowych, której kierownikiem pozostawał następnie do końca grudnia 1958. W styczniu 1946 zrezygnował z funkcji dyrektora szpitala, objął natomiast kierownictwo poradni skórno-wenerologicznej, potem także poradni antyalkoholowej. Organizował również służbę zdrowia w miejscowościach okolicznych – za jego sprawą powstały punkty felczerskie w Świętajnie, Wielbarku i Dźwierzutach. W 1952 po kilkuletnich staraniach udało mu się uzyskać zwolnienie z funkcji lekarza powiatowego (przez dłuższy czas odmawiano mu ze względu na braki kadrowe lekarzy w Szczytnie). Na emeryturę przeszedł 31 grudnia 1958, ale jeszcze do 82. roku życia udzielał się jako lekarz, wycofując się z zawodu dopiero z powodu utraty wzroku i słuchu.
Był odznaczony m.in. Złotym Krzyżem Zasługi, Odznaką 1000-lecia Państwa Polskiego, Medalem 30-lecia Polski Ludowej, odznaką „Przodujący Kolejarz”, odznaką honorową „Zasłużony dla Warmii i Mazur”. W 1984, jako nestor lekarzy województwa olsztyńskiego, otrzymał odznakę tytułu honorowego „Zasłużony Lekarz PRL”. Zmarł 23 marca 1985 w Szczytnie, pochowany został na miejscowym cmentarzu komunalnym.
Ze służbą zdrowia z jego rodziny związani byli syn Romuald, lekarz stomatolog w Dąbrowie Górniczej, oraz siostrzeniec Tadeusz Adamski, farmaceuta kolejowy w Olsztynie.